# Jambonnette
La jambonnette est une forme de charcuterie composée de parties approximativement égales de viande de porc et de lard hachés enfermés dans une couenne, moulés en forme de poire et cuits au court-bouillon. Il peut également désigner le jambon farci ou la cuisse de volaille.